# 5337 Aoki
Az 5337 Aoki (ideiglenes jelöléssel 1991 LD) egy kisbolygó a Naprendszerben. Otomo S. és Muramacu Oszamu fedezte fel 1991. június 6-án.